# Ариана Джолли
Ариана Джолли (англ. Ariana Jollee, род. 29 сентября 1982 года) — сценический псевдоним американской порноактрисы Лоры Дженнифер Дэвид.

## Карьера в порноиндустрии
Первоначально Джолли начала сниматься обнажённой для своего домашнего веб-сайта, а в 2004 году пришла в порноиндустрию, подписав контракт с Anabolic Video. Её первыми фильмами в компании стали Nasty Girls 30 и Spring Chickens 4 .
В том же году она съездила в Прагу, чтобы принять участие в фильме 50 Guy Creampie, а также подписала контракт с Anarchy Films и Python Pictures на режиссуру нескольких фильмов. Первым фильмом по этому контракту стал The Narcassist. Джолли также стала режиссёром серии фильмов Young Bung для компании Mayhem. Первоначально планировалось, что в этом фильме она будет сниматься как актриса, а режиссёром выступит Лорен Феникс. Однако Феникс отказалась снимать фильм и Ариана заняла её место.
Среди других известных компаний Ариана появилась в множестве хардкорных фильмов для Acid Rain, New Sensations, Kick Ass Pictures, Diabolic Video, Devil's Film, Evil Angel и Red Light District Video, за что получила множество номинаций и наград. В 2011 году покинула порноиндустрию.
По данным на 2020 год, Ариана Джолли снялась в 776 порнофильмах и срежиссировала 12 порнолент.

## Интересные факты
- Имеет итальянское и русско-еврейское происхождение.
- Была замужем за порнорежиссёром Чико Хваном.
- У Арианны есть пирсинг пупка, а также несколько татуировок[8].

## Награды
- 2005 AVN Award — Лучшая сцена группового секса, Видео (Orgy World #7)[9]
- 2005 XRCO Award — Супершлюха года[10]
- 2006 XRCO Award — Супершлюха года[11][12]